# Pellegrino Francesco Stagni
Pellegrino Francesco Stagni (Budrio, 2 aprile 1859 – Roma, 23 settembre 1918) è stato un arcivescovo cattolico italiano.
Religioso servita, è stato priore generale del suo ordine e poi arcivescovo dell'Aquila e delegato apostolico in Canada e Terranova.

## Biografia
Vestì quindicenne l'abito servita nel convento del Monte Senario e professò a Firenze il 22 giugno 1875. Emise i voti solenni il 13 settembre 1878 e fu ordinato prete il 24 settembre 1881. Completò gli studi presso la Pontificia Università Urbaniana di Roma, dove ottenne il dottorato in teologia.
Fu assegnato alla comunità servita di Londra, dove fu maestro dei novizi e professore di filosofia; nel 1890 fu nominato parroco della chiesa servita di Our Lady of Dolours, che fece ampliare.
Fu chiamato a Roma da papa Leone XIII nel 1893 come professore di metafisica nel Pontificio Collegio Urbano. Dal 1895 ricoprì anche la carica di procuratore generale dell'ordine: in tal veste, preparò la revisione delle costituzioni e fu visitatore dei conventi degli Stati Uniti d'America. Fu anche qualificatore e poi consultore della congregazione del Santo Uffizio.
Eletto priore generale dei Servi di Maria nel capitolo generale di Firenze del 1901, si spese per la ripresa dell'ordine segnato dalle soppressioni ottocentesche; promosse l'erezione in San Pietro della statua di san Bonfiglio, fondatore dell'ordine.
Fu eletto vescovo dell'Aquila nel 1907 e nel 1910 fu inviato in Canada come delegato apostolico. Caduto malato, fu richiamato a Roma dove morì nel 1918.

## Genealogia episcopale e successione apostolica
La genealogia episcopale è:
- Cardinale Scipione Rebiba
- Cardinale Giulio Antonio Santori
- Cardinale Girolamo Bernerio, O.P.
- Arcivescovo Galeazzo Sanvitale
- Cardinale Ludovico Ludovisi
- Cardinale Luigi Caetani
- Cardinale Ulderico Carpegna
- Cardinale Paluzzo Paluzzi Altieri degli Albertoni
- Papa Benedetto XIII
- Papa Benedetto XIV
- Papa Clemente XIII
- Cardinale Bernardino Giraud
- Cardinale Alessandro Mattei
- Cardinale Pietro Francesco Galleffi
- Cardinale Giacomo Filippo Fransoni
- Cardinale Carlo Sacconi
- Cardinale Edward Henry Howard
- Cardinale Casimiro Gennari
- Arcivescovo Pellegrino Francesco Stagni, O.S.M.

La successione apostolica è:
- Vescovo Michael Fintan Power (1911)
- Arcivescovo Michael Joseph Spratt (1911)
- Arcivescovo James Morrison (1912)
- Vescovo Edouard Alfred LeBlanc (1912)
- Arcivescovo Henry Joseph O'Leary (1913)
- Arcivescovo Michael Joseph O'Brien (1913)
- Vescovo Louis James O'Leary (1914)
- Arcivescovo Edward Patrick Roche (1915)
- Arcivescovo Arthur Alfred Sinnott (1916)